# Mark-Anthony Kaye
Mark-Anthony Kaye (sinh ngày 2 tháng 12 năm 1994) là một cầu thủ bóng đá chuyên nghiệp người Canada thi đấu ở vị trí tiền vệ cho câu lạc bộ Toronto FC tại Major League Soccer và đội tuyển quốc gia Canada.